# Lopo do Nascimento
Lopo Fortunato Ferreira do Nascimento (nacido el 10 de julio de 1942) es un expolítico angoleño.

## Biografía
Fue primer ministro de Angola desde el 11 de noviembre de 1975 hasta el 9 de diciembre de 1978. Nascimento fue posteriormente ministro de Administración Territorial; después de renunciar a ese cargo, fue reemplazado por Paulo Kassoma el 9 de abril de 1992. Fue elegido como secretario general del Movimiento Popular para la Liberación de Angola (MPLA) por el Comité Central del partido en 1993.
En las elecciones generales de 2008 fue elegido diputado de la Asamblea Nacional de Angola en representación del MPLA.
El 27 de enero de 2013 anunció su retiro de la política activa.